# Lynchia tripelta
Lynchia tripelta är en tvåvingeart som beskrevs av Maa 1964. Lynchia tripelta ingår i släktet Lynchia och familjen lusflugor.
Artens utbredningsområde är Moçambique. Inga underarter finns listade i Catalogue of Life.